# Aletes
Aletes là chi thực vật có hoa trong họ Apiaceae.